# Лямпа Кутимская
Лямпа Кутимская — река в России, протекает в Пермском крае.

## Описание
Берёт начало примерно в 1 км к западу от границы со Свердловской областью. Протекает полностью по территории Красновишерского района Пермского края. Течёт преимущественно в северо-западном направлении. Устье реки находится в 21 км по левому берегу реки Кутим. Длина реки составляет 13 км.

## Данные водного реестра
По данным государственного водного реестра России относится к Камскому бассейновому округу, водохозяйственный участок реки — Кама от водомерного поста у села Бондюг до города Березники, речной подбассейн реки — бассейны притоков Камы до впадения Белой. Речной бассейн реки — Кама.
По данным геоинформационной системы водохозяйственного районирования территории РФ, подготовленной Федеральным агентством водных ресурсов:
- Код водного объекта в государственном водном реестре — 10010100212111100004525
- Код по гидрологической изученности (ГИ) — 111100452
- Код бассейна — 10.01.01.002
- Номер тома по ГИ — 11
- Выпуск по ГИ — 1